# Aucklandeilanden

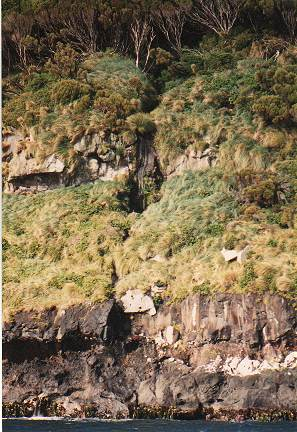
Zuidkust van het hoofdeiland

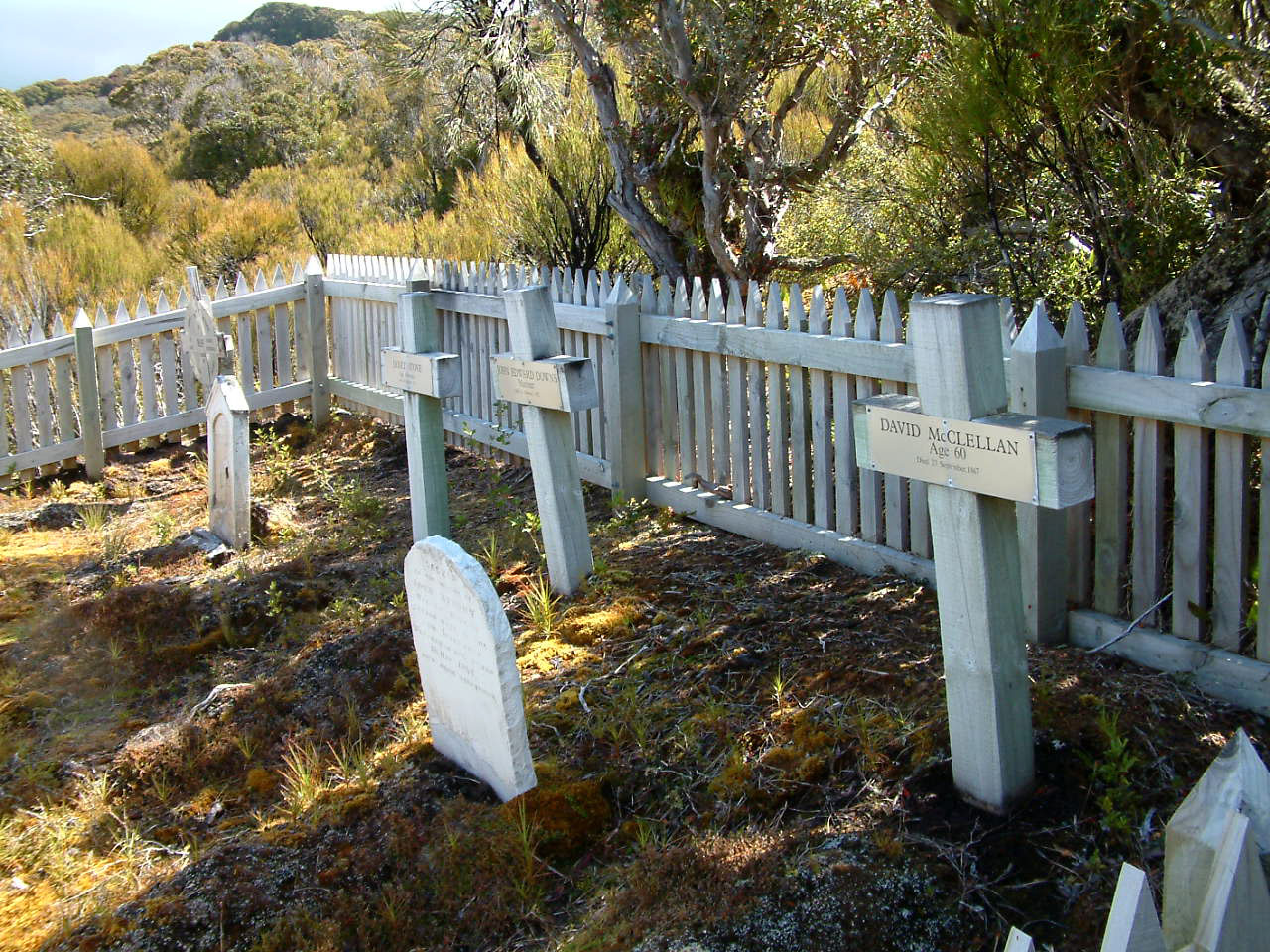
Begraafplaats op Aucklandeiland

De Aucklandeilanden (Engels: Auckland Islands, Maori: Motu Maha, 'vele eilanden') zijn een subantarctische eilandengroep, die tot Nieuw-Zeeland behoort. Ze liggen 465 km ten zuiden van de havenstad Bluff op het Nieuw-Zeelandse Zuidereiland, tussen 50° 30' en 50° 55' zuiderbreedte en 165° 50' en 166° 20' oosterbreedte. De eilanden zijn onbewoond. Het klimaat is er koel, vochtig en winderig. De grond van de eilanden is over het algemeen voedselarm en de lager gelegen gebieden zijn begroeid met struikgewas.
De eilanden maken als onderdeel van de Nieuw-Zeelandse Sub-Antarctische eilanden deel uit van het werelderfgoed en werden door de commissie voor het Werelderfgoed van UNESCO in 1998 toegevoegd aan de werelderfgoedlijst.

## Geografie
Het hoofdeiland, Aucklandeiland genaamd, meet circa 510 km² in oppervlakte en is 42 km lang. Opvallend aan dit eiland zijn de steile rotskust en het ruige landschap, dat tot een hoogte van ruim 600 m reikt. Enkele noemenswaardige bergen zijn Cavern Peak (650 m), Mount Raynal (635 m), Mount D'Urville (630 m), Mount Easton (610 m), en Tower of Babel (550 m).
Het zuidelijke uiteinde van het eiland loopt uit tot een breedte van 26 km. Carnley Harbour (soms ook bekend als de Adams Straits), een smalle zee-engte, scheidt het hoofdeiland van Adamseiland, dat min of meer driehoekig van vorm is en circa 100 km² meet. Dit eiland is zelfs nog bergachtiger dan het hoofdeiland en bereikt een hoogte van 660 m (Mount Dick). Carnley Harbour is het overblijfsel van een oude vulkaankrater. De voormalige kraterrand wordt gevormd door Adamseiland en de zuidkust van Aucklandeiland. Hier treedt de vulkanische oorsprong van de eilandengroep het meest op de voorgrond.
Er behoren ook nog vele kleinere eilanden tot de groep; noemenswaardige voorbeelden zijn Disappointmenteiland (10 km ten noordwesten van het hoofdeiland) en Enderbyeiland (1 km ten noordoosten van de noordpunt van het eiland). Deze eilanden zijn beide kleiner dan 5 km².

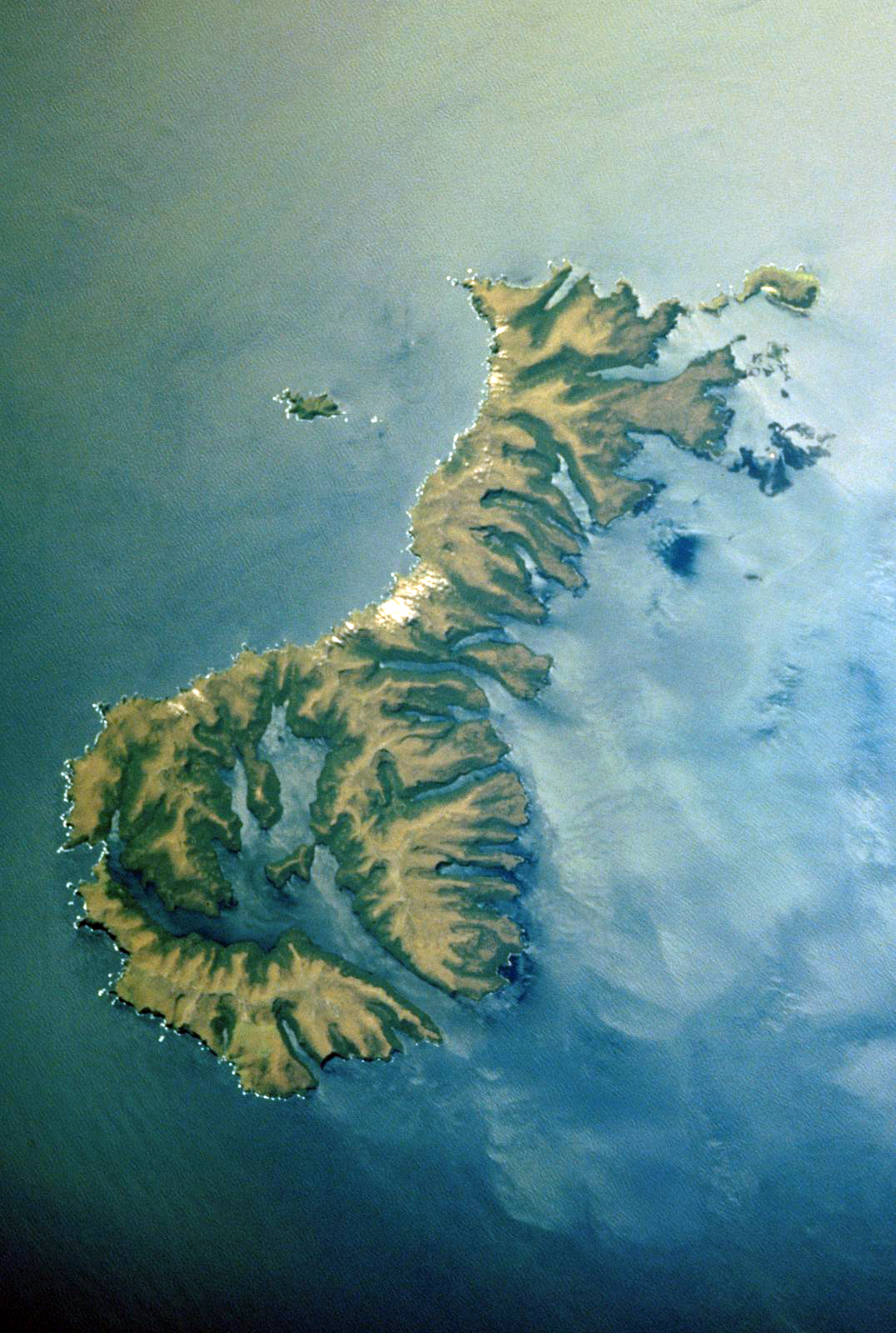
Een satellietopname uit 1998 van de Aucklandeilanden vanuit STS-89. Het zuidwesten ligt bovenaan in de foto.

Het hoofdeiland is diep ingesneden door fjorden zoals Port Ross in het noordelijke deel van het eiland.

## Geschiedenis
Het wordt bewezen geacht dat de eilandengroep oorspronkelijk door Polynesische zeevaarders is ontdekt. Op Enderbyeiland zijn overblijfselen van hun nederzetting uit de 13e eeuw opgegraven door archeologen.
Op 18 augustus 1806 ontdekte de walvisvaarder-kapitein Abraham Bristow de inmiddels onbewoonde eilanden opnieuw en noemde ze Lord Aucklands eilanden ter ere van een goede vriend van zijn vader, William Eden, eerste Baron van Auckland. Het jaar erop eiste het Verenigd Koninkrijk de eilanden voor zichzelf op. De ontdekkingsreizigers Jules Dumont d'Urville en James Clark Ross deden ook de eilanden aan, respectievelijk in 1839 en 1840.
In het midden van de 19e eeuw werden er een aantal tot mislukken gedoemde pogingen ondernomen om de eilanden te bevolken. De eerste poging stond onder leiding van het hoofd van de Maoristam Ngati Mutunga, die met een groep Maori's en Moriori's vanuit de Chathameilanden kwam. De tweede die een poging tot een nederzetting op de eilanden ondernam, was Charles Enderby in 1850, wiens familie al zeker 50 jaar een walvisvaardersimperium had opgebouwd in de Zuidelijke Oceaan. Deze twee groepen pioniers woonden tussen 1850 en 1852 min of meer zij aan zij op de eilanden. Na twee jaar gaf de gedesillusioneerde Enderby zijn nederzetting Port Ross op. De walvisvaart en landbouw waarop men het bestaan van de gemeenschap wilde baseren, leverden eenvoudigweg te weinig op. Enderbyeiland draagt nog zijn naam.
De Southern Whale Fishery Company vestigde vervolgens zijn thuisbasis voor de walvisvangst in Port Ross. Door onderfinanciering en de scherpe afname van het aantal walvissen in de omgeving werd hun nederzetting in 1854 verlaten en keerden de inwoners terug naar Engeland.
De Aucklandeilanden staan ook bekend om een groot aantal scheepswrakken op en voor de kust. Overal op de eilanden zijn graven en gedenkstenen stille getuigen van dit zeemansleed. Het schip Grafton verging in 1864 voor de kust van de eilanden en in 1866 vond een van de bekendste scheepsrampen uit de Nieuw-Zeelandse geschiedenis plaats, toen de Amerikaanse General Grant zonk voor de westkust van de Aucklandeilanden. Er werden een aantal vruchteloze pogingen ondernomen om de lading van de General Grant te bergen. Er zouden onder meer staven edelmetaal deel van uitmaken. In 1907 vond er weer een dergelijke tragedie plaats, toen de Dundonald zonk, waarbij twaalf bemanningsleden omkwamen voor de kust van Disappointmenteiland. Omdat de kans op scheepsrampen rondom de eilanden zo groot is, liet de overheid een nooddepot voor schipbreukelingen inrichten in Port Ross.
In 1863 besloot het Britse parlement de Aucklandeilanden binnen de uitbreiding van het Nieuw-Zeelandse grondgebied onder te brengen. Sindsdien maken de eilanden deel uit van Nieuw-Zeeland.
Van 1942 tot 1945 werd er op de Aucklandeilanden een meteorologisch station gevestigd als onderdeel van een burgerwacht in verband met de toen woedende Tweede Wereldoorlog. Het station werd bemand door vrijwilligers uit wetenschappelijke kring en stond om veiligheidsredenen bekend als "The Cape Expedition". Onder de vrijwilligers bevond zich Robert Falla, op latere leeftijd een eminent Nieuw-Zeelands zoöloog.

## Flora, fauna en ecologie

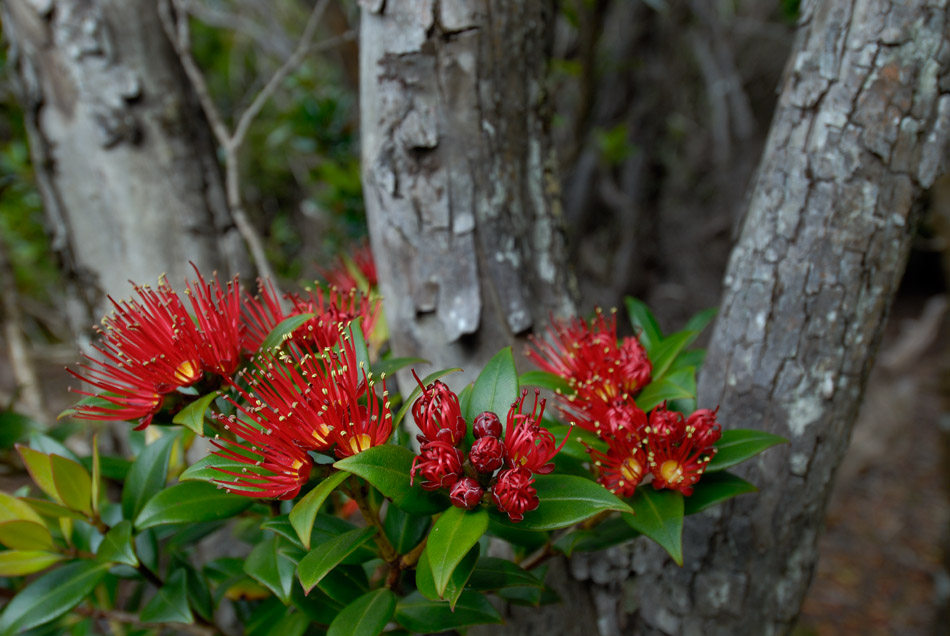
Bloeiende bloemen op de eilanden.

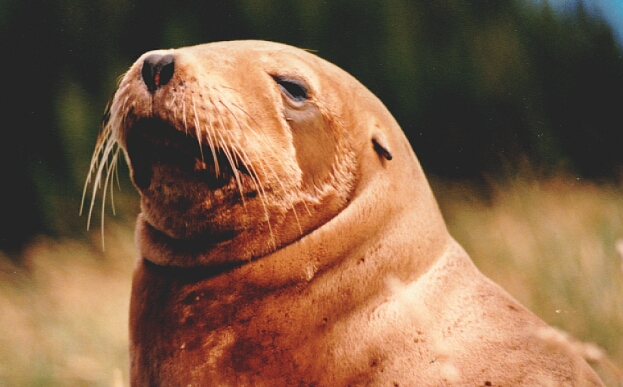
Nieuw-Zeelandse zeeleeuw. De Aucklandeilanden vormen tegenwoordig hun voornaamste paringsgebied.

### Flora
De meest in het oog springende vertegenwoordigers van de flora op de eilanden zijn de zogenoemde megaherbs, meerjarige bladverliezende uitbundig bloeiende planten uit de familie Compositae. Deze vallen op door hun grote afmetingen, met enorme bladeren en zeer grote, vaak ongewoon gekleurde, samengestelde bloemen. De planten hebben zich zo ontwikkeld door de minder gunstige weersomstandigheden op de eilanden. Veediersoorten, die in de 19e eeuw zijn uitgezet op de eilanden, hebben het megaherbbestand grote schade toegebracht, zodat veel soorten aan het eind van de 20e eeuw met uitsterven waren bedreigd. Sinds het verwilderde vee in 1993 werd afgevoerd, hebben de megaherbs een dramatische comeback beleefd. Ze worden wel omschreven als "Nieuw-Zeelands botanische wonder". Waar megaherbsoorten groeien groeien veelal ook andere plantensoorten zoals hebes, madeliefjes, riet, en twee gentianensoorten: Gentianella cerina (reuzegentiaan), die tot 15 cm hoog wordt met witte, rode paarse of lichtroze bloemen tot 2,5 cm in doorsnee en Gentianella concinna, met rozerode bloemen. Op de Aucklandeilanden komt op beschutte, lager gelegen gebieden de zuidelijkste bebossing op aarde voor met o.a. de zuidelijke rata (Metrosideros umbellata), Dracophyllum, Coprosma, en Myrsine spp.

### Fauna
Zeevogels komen in groten getale en diversiteit voor op de Aucklandeilanden. Het is het voornaamste paringsgebied van de Nieuw-Zeelandse zeeleeuw en het broedgebied van 30% van populatie geeloogpinguïns (Megadyptes antipodes). Al deze soorten zijn volledig afhankelijk van de zee als voedselbron. De overgangszone tussen land en zee veilig gesteld als natuurgebied voor de geeloogpinguïn; dat is een wereldprimeur.
Het blijkt dat het ecosysteem en de daarbij horende soorten in de kustwateren van de Aucklandeilanden zeer bijzonder zijn en ternauwernood goed onderzocht en begrepen. Het kustgebied is nu beschermd en daardoor zijn gunstige voorwaarden ontstaan om het belang en de kwetsbaarheid van de levensgemeenschap nader te bestuderen. De Nieuw-Zeelandse zeeleeuw (Phocarctos hookeri) is de minst voorkomende en momenteel ook meest bedreigde van de vijf zeeleeuwsoorten op de wereld. Hun verspreidingsgebied en het leefgebied zijn zeer beperkt. Ze brengen op maar enkele locaties op de Aucklandeilanden hun jongen voort. Ook Stewarteiland en Campbelleiland gelden als paargebieden, maar 95% van de pups wordt toch geboren op de Aucklandeilanden. De populatie wordt geschat op 11.600 tot 15.200 dieren.
Onder de op de eilanden voorkomende vogelsoorten tref je onder andere de Nieuw-Zeelandse albatros (Diomedea antipodensis) en de witkapalbatros (Thalassarche cauta), die gedurende het broedseizoen een vaste plek op het eiland nodig hebben, maar voor hun voedselvoorziening geheel van zee afhankelijk zijn. Gedurende de periode, dat ze een jong grootbrengen, komt het geregeld voor dat de oudervogels vijf dagen op zee verblijven om voedsel te verzamelen in de voedselrijke wateren in het beschermde zeegebied rondom de eilanden.
De levensgemeenschap onder water bestaat uit grote aantallen pijlinktvissen van de soort Loligo plei. Deze pijlinktvissen vormen een belangrijke schakel in de voedselketen, waarvan de diersoorten op de Aucklandeilanden deel uitmaken. Verder tref je hier baarsachtigen van de familie Latridae, de zogenaamde trompetvissen waaronder Latridopsis ciliaris. Langs de oostkust zijn indrukwekkende kelpwouden. De Aucklandeilander spinkrab (Jacquinotia edwardsii, Majinae), een groot schaaldier, is hier zeer talrijk. De zuidkaper (Eubalaena australis), een walvissoort, die in de 19e eeuw is gedecimeerd is, neemt momenteel weer in aantal toe. Er zijn er al meer dan 90 geteld in de luwe wateren van Port Ross gedurende het paarseizoen in de winter.
In het verleden hebben zeelieden voedseldieren als varkens, geiten en konijnen op de eilanden uitgezet als voedselbron in noodgevallen (drenkelingen). Vandaag de dag worden de geiten door vergiftiging bestreden. Katten en muizen zijn op de eilanden nog niet volledig verdelgd. Deze vormen nog steeds een potentiële bedreiging voor niet- of slechtvliegende vogelsoorten zoals de aucklandtaling.

### Ecologie
Men mag zonder vergunning van het Nieuw-Zeelandse ministerie van natuurbehoud nergens aan land gaan. Op alle toeristische activiteiten rust een vergunningsplicht en ecotoeristische ondernemingen op de eilanden zijn beperkt voor wat betreft het aantal toegelaten bezoekers. Tevens bestaat er een gedragscode ter voorkoming van het introduceren van soorten, afkomstig van buiten de eilanden. In het kustwaterreservaat is vissen overal verboden.